# Frédérick Raynal
Frédérick Raynal (n. 1966), programador de videojuegos francés.
Fue el creador de los exitosos juegos Alone in the Dark (1992) y Little Big Adventure (1994).
Está casado y tiene dos hijos.
El 16 de marzo de 2006, Raynal fue condecorado por el ministro de cultura francés con la insignia de Caballero de la Orden de las Artes y las Letras.
Actualmente está trabajando en un proyecto que dará a luz una nueva versión de LBA, posiblemente llamado Little Big Adventure 3

## Juegos diseñados por Frédérick Raynal

### Independiente
- Laser (1979)
- Robix 500 (1983)
- Pop Corn (1988)

### Con Infogrames
- Alpha Waves (1990)
- Alone in the Dark (1992)

### Con Adeline Software International
- Little Big Adventure (1994)
- Time Commando (1996)
- Little Big Adventure 2 (1997)

### Con NoCliché
- Toy Commander (1999)
  - Toy Commander: Christmas Surprise (2000)
- Toy Racer (2000)
- Agartha (Cancelado)

### Con F4
- Trium Planeta (Cancelado)

### Como asesor
- Soul Bubbles (2008 videogame)- Asesor (2006)
- Treasure Hunter Institute - Asesor (Desde 2006)

- Datos: Q2487840
- Multimedia: Frédérick Raynal / Q2487840